# Campaña de Normandía (1449-1450)
La campaña de Normandía de 1449-1450 permitió a Carlos VII de Francia apoderarse del Ducado de Normandía, que llevaba varias décadas en poder de los reyes de Inglaterra.

## Antecedentes
La tregua entre Francia e Inglaterra estaba a punto de caducar en la primavera de 1450 cuando la toma de Fougères el 24 de marzo por parte de un mercenario al servicio de Inglaterra le dio a Carlos VII de Francia la excusa para romperla. Se trataba del comienzo de una campaña punitiva inglesa contra el duque de Bretaña, que finalmente había reconocido la autoridad del soberano de la dinastía de Valois, por parte del Gobierno inglés, necesitado de victorias militares para contener a la oposición y realzar su prestigio tras la retirada de las guarniciones de Maine.

## Preparativos
Carlos no rompió inmediatamente las treguas con Inglaterra. Siguió negociando con ella al tiempo que aprestaba el ejército para marchar contra Normandía y cuando algunos de sus capitanes combatían ya a los ingleses, si bien en nombre del duque de Bretaña, Francisco I. Estos se adueñaron de algunas plazas normandas, como Pont-de-l'Arche o Conches.

## Campaña
Un consejo real reunido cerca de Chinon rescindió oficialmente la tregua con Inglaterra el 17 de julio. Con ello dio comienzo una campaña de un año en el que Carlos pudo hacerse con Normandía fundamentalmente mediante una sucesión de asedios  facilitados por la artillería y la actitud de la población normanda, que incluso llegó en algunos casos a rebelarse contra las guarniciones inglesas.
Los ejércitos franceses acometieron al enemigo desde tres direcciones. Los condes de Eu y Saint-Pol avanzaron desde el Beauvesis: cruzaron el Sena aguas arriba de Ruan y se apoderaron de Pont-Audemer, Pont-l'Évêque, Lisieux y seguidamente expulsaron a los ingleses de la comarca de Bray. Más al oeste, Juan de Dunois, apoyado por el duque de Alenzón, tomó sin resistencia Verneuil y, después de unirse al rey en Louviers, se hizo con Mantes y Vernon antes de avanzar y tomar Argentan (4 de octubre). El tercer ejército penetró por el oeste: el duque bretón Francisco I y su tío Arturo de Richemont conquistaron Coutances, Carentan, Saint-Lô, Valognes y casi toda la península de Contentin durante el otoño. Remataron la campaña con la recuperación de Fougères el 5 de noviembre.
Carlos VII reagrupó luego al ejército y marchó contra Ruan, ante la que se presentó el 9 de octubre. La burguesía la abrió las puertas de la ciudad. La guarnición inglesa, mandada por el mismísimo duque de Somerset, trató de sostenerse en la ciudadela, pero, demasiado apretada por el enemigo, hubo de replegarse a Caen. Carlos hizo una entrada triunfal en la ciudad, capital del ducado, el 20 de noviembre. Conquistó otras ciudades más, entre ellas Harfleur, durante el invierno.
Los pocos centenares de hombres que mandaba John Talbot no le permitieron impedir las conquistas francesas. El Gobierno inglés despachó un pequeño ejército de socorro a principios del año siguiente, que reunió con gran dificultad. Thomas Kyriel desembarcó en Cherburgo el 15 de marzo de 1450 con cinco mil hombres. Recobró varias plazas en la península de Contentin y se unió luego a los dos mil soldados que conservaba aún el duque de Somerset.
Atravesó seguidamente el río Vire y penetró en el Bessin. El ejército francés lo debeló en la batalla de Formigny el 15 de abril; los ingleses perdieron cinco mil hombres entre muertos y cautivos. El choque decidió la suerte del ducado. Los bretones emprendieron la recuperación de las poblaciones perdidas en el Contentin mientras el grueso del ejército real francés se dirigía hacia Caen, en la que Somerset capituló el 1 de julio. Las últimas plazas en poder de los ingleses cayeron en las semanas siguientes: Falaise el 21 de julio, Domfront el 2 de agosto y finalmente Cherburgo el 12 de agosto.